# Società Sportiva Calcio Napoli 1971-1972
Questa voce raccoglie le informazioni riguardanti la Società Sportiva Calcio Napoli nelle competizioni ufficiali della stagione 1971-1972.

## Stagione
Nella stagione 1971-1972 il Napoli disputa il campionato di Serie A: con 28 punti in classifica ottiene l'ottava posizione. Lo scudetto è stato vinto dalla Juventus con 43 punti, davanti alla coppia Milan e Torino con un punto in meno. Retrocedono in Serie B il Mantova e il Catanzaro, con 21 punti, e il Varese con 13 punti.
Ceduti Ottavio Bianchi, Gian Piero Ghio, Kurt Hamrin e Alessandro Abbondanza, gli unici rinforzi messi a disposizione dell'allenatore Giuseppe Chiappella furono Mario Perego e Emiliano Macchi, oltre al ritorno di Vincenzo Montefusco a centrocampo; dal mercato di novembre arriva poi l'ala Pierpaolo Manservisi, in prestito dalla Lazio. In campionato gli azzurri sono riusciti a vincere appena 6 partite, di cui 5 in casa e una sola in trasferta (contro il Varese), contro il quale hanno segnato l'unica rete fuori casa della stagione, mentre ben 16 sono stati i pareggi. Il Napoli ha chiuso il campionato all'ottavo posto con gli stessi punti della Sampdoria, con un vistoso calo nel finale dov'è riuscito a cogliere una sola vittoria nelle ultime 11 partite del torneo.
Finito il campionato, per la seconda volta nella sua storia la squadra partenopea ha raggiunto la finale di Coppa Italia: dopo aver vinto il primo e poi il secondo girone di qualificazione, il Napoli viene sconfitto in finale dal Milan per 2-0. Nella nuova Coppa UEFA, alla sua prima edizione, i partenopei sono eliminati al primo turno della competizione, nel doppio confronto, dai romeni del Rapid Bucarest.
Il miglior realizzatore stagionale dei napoletani è stato José Altafini, autore di 10 reti, di cui 8 in campionato e 2 in Coppa Italia.

## Divise
| Casa | Trasferta | Portiere |

## Organigramma societario
Area direttiva
- Presidente: Corrado Ferlaino, poi Ettore Sacchi (dal 27 ottobre 1971), poi Corrado Ferlaino (dal 22 giugno 1972)
- Presidente onorario: Achille Lauro

Area tecnica
- Allenatore: Giuseppe Chiappella

## Rosa
| N. |                   | Ruolo | Calciatore          |
| -- | ----------------- | ----- | ------------------- |
|    | Italia (bandiera) | P     | Marcello Trevisan   |
|    | Italia (bandiera) | P     | Dino Zoff           |
|    | Italia (bandiera) | P     | Luigi Luongo        |
|    | Italia (bandiera) | D     | Pantaleo De Gennaro |
|    | Italia (bandiera) | D     | Dino Panzanato      |
|    | Italia (bandiera) | D     | Mario Perego        |
|    | Italia (bandiera) | D     | Mauro Pincelli      |
|    | Italia (bandiera) | D     | Luigi Pogliana      |
|    | Italia (bandiera) | D     | Carlo Ripari        |
|    | Italia (bandiera) | D     | Giacomo Vianello    |
|    | Italia (bandiera) | D     | Mario Zurlini       |

| N. |                   | Ruolo | Calciatore                 |
| -- | ----------------- | ----- | -------------------------- |
|    | Italia (bandiera) | D     | Vincenzo Martella          |
|    | Italia (bandiera) | C     | Siro D'Alessandro          |
|    | Italia (bandiera) | C     | Antonio Juliano (capitano) |
|    | Italia (bandiera) | C     | Giovanni Improta           |
|    | Italia (bandiera) | C     | Vincenzo Montefusco        |
|    | Italia (bandiera) | C     | Giancesare Discepoli       |
|    | Italia (bandiera) | A     | José Altafini              |
|    | Italia (bandiera) | A     | Andrea Esposito            |
|    | Italia (bandiera) | A     | Emiliano Macchi            |
|    | Italia (bandiera) | A     | Pierpaolo Manservisi       |
|    | Italia (bandiera) | A     | Angelo Benedicto Sormani   |

## Calciomercato
| Acquisti | Acquisti             | Acquisti   | Acquisti   |
| R.       | Nome                 | da         | Modalità   |
| -------- | -------------------- | ---------- | ---------- |
| D        | Mario Perego         | Varese     | definitivo |
| A        | Emiliano Macchi      | Fiorentina | prestito   |
| C        | Vincenzo Montefusco  | Foggia     | definitivo |
| C        | Giancesare Discepoli | Prato      | prestito   |
| D        | Pantaleo De Gennaro  | Molfetta   | definitivo |
| A        | Andrea Esposito      | Policoro   | definitivo |
| A        | Pierpaolo Manservisi | Lazio      | prestito   |

| Cessioni | Cessioni              | Cessioni      | Cessioni   |
| R.       | Nome                  | a             | Modalità   |
| -------- | --------------------- | ------------- | ---------- |
| A        | Kurt Hamrin           | IFK Stoccolma | definitivo |
| C        | Ottavio Bianchi       | Atalanta      | definitivo |
| A        | Gian Piero Ghio       | Inter         | definitivo |
| A        | Alessandro Abbondanza | Lazio         | prestito   |
| A        | Giuseppe Cattaneo     | Cesena        | definitivo |
| D        | Luciano Monticolo     | Catanzaro     | definitivo |

## Risultati

### Serie A

#### Girone di andata
| Arbitro: | Lo Bello (Siracusa) |

|                           |           |            |
| Orlandini 10’ Clerici 89’ | Marcatori | 25’ Ripari |

| Arbitro: | Motta (Monza) |

|              |           |  |
| Altafini 55’ | Marcatori |  |

| Napoli 24 ottobre 1971 3ª giornata | Napoli          | 0 – 0 | Sampdoria | Stadio San Paolo\| Arbitro: \| Giunti (Arezzo) \| |
| Arbitro:                           | Giunti (Arezzo) |       |           |                                                   |

| Arbitro: | Toselli (Cormons) |

|  |           |            |
|  | Marcatori | 84’ Macchi |

| Arbitro: | Pieroni (Roma) |

|                             |           |                |
| Riva 8’ Pogliana 27’ (aut.) | Marcatori | 45’ Manservisi |

| Napoli 14 novembre 1971 6ª giornata | Napoli             | 0 – 0 | Inter | Stadio San Paolo\| Arbitro: \| R. Lattanzi (Roma) \| |
| Arbitro:                            | R. Lattanzi (Roma) |       |       |                                                      |

| Arbitro: | Toselli (Cormons) |

|                         |           |                                 |
| Capello 23’ Bettega 69’ | Marcatori | 17’ Altafini 66’ (rig.) Improta |

| Arbitro: | Monti (Ancona) |

|                                                              |           |                             |
| Turchetto 14’, 60’ Fontana 43’ Damiani 47’, 71’ Maraschi 63’ | Marcatori | 46’ Altafini 48’ Manservisi |

| Arbitro: | Giunti (Arezzo) |

|                                             |           |  |
| Esposito 42’, 63’ Altafini 63’ Pogliana 67’ | Marcatori |  |

| Arbitro: | Francescon (Padova) |

|                |           |             |
| Montefusco 20’ | Marcatori | 24’ Ferrini |

| Catanzaro 26 dicembre 1971 11ª giornata | Catanzaro      | 0 – 0 | Napoli | Stadio Militare\| Arbitro: \| Motta (Milano) \| |
| Arbitro:                                | Motta (Milano) |       |        |                                                 |

| Arbitro: | Calì (Roma) |

|             |           |             |
| Mariani 60’ | Marcatori | 15’ Sormani |

| Napoli 9 gennaio 1972 13ª giornata | Napoli         | 0 – 0 | Milan | Stadio San Paolo\| Arbitro: \| Pieroni (Roma) \| |
| Arbitro:                           | Pieroni (Roma) |       |       |                                                  |

| Arbitro: | Barbaresco (Cormons) |

|                           |           |                                 |
| Perani 40’ G. Savoldi 44’ | Marcatori | 16’ (rig.) Improta 42’ Altafini |

| Arbitro: | Bernardis (Roma) |

|                         |           |           |
| Sormani 5’ Altafini 77’ | Marcatori | 57’ Sacco |

#### Girone di ritorno
| Napoli 30 gennaio 1972 16ª giornata | Napoli           | 0 – 0 | Fiorentina | Stadio San Paolo\| Arbitro: \| Torelli (Milano) \| |
| Arbitro:                            | Torelli (Milano) |       |            |                                                    |

| Mantova 6 febbraio 1972 17ª giornata | Mantova        | 0 – 0 | Napoli | Stadio Danilo Martelli\| Arbitro: \| Trono (Torino) \| |
| Arbitro:                             | Trono (Torino) |       |        |                                                        |

| Arbitro: | Carminati (Milano) |

|               |           |                            |
| Negrisolo 87’ | Marcatori | 54’ Manservisi 56’ Improta |

| Arbitro: | Cantelli (Firenze) |

|                                |           |  |
| Improta 29’, 55’ M. Perego 60’ | Marcatori |  |

| Napoli 27 febbraio 1972 20ª giornata | Napoli            | 0 – 0 | Cagliari | Stadio San Paolo\| Arbitro: \| Gussoni (Tradate) \| |
| Arbitro:                             | Gussoni (Tradate) |       |          |                                                     |

| Arbitro: | Lo Bello (Siracusa) |

|                                     |           |  |
| Panzanato 38’ (aut.) Giubertoni 89’ | Marcatori |  |

| Arbitro: | Bernardis (Roma) |

|              |           |             |
| Pogliana 69’ | Marcatori | 10’ Capello |

| Arbitro: | Michelotti (Parma) |

|              |           |             |
| Altafini 59’ | Marcatori | 80’ Bagatti |

| Arbitro: | Gussoni (Tradate) |

|                |           |  |
| Cappellini 59’ | Marcatori |  |

| Arbitro: | Serafino (Roma) |

|            |           |  |
| Toschi 90’ | Marcatori |  |

| Napoli 16 aprile 1972 26ª giornata | Napoli          | 0 – 0 | Catanzaro | Stadio San Paolo\| Arbitro: \| Giunti (Arezzo) \| |
| Arbitro:                           | Giunti (Arezzo) |       |           |                                                   |

| Arbitro: | Lo Bello (Siracusa) |

|                    |           |              |
| Improta 42’ (rig.) | Marcatori | 34’ Mascetti |

| Arbitro: | Angonese (Mestre) |

|                                     |           |  |
| Prati 14’ S. Villa 50’ Biasiolo 58’ | Marcatori |  |

| Napoli 21 maggio 1972 29ª giornata | Napoli               | 0 – 0 | Bologna | Stadio San Paolo\| Arbitro: \| Gialluisi (Barletta) \| |
| Arbitro:                           | Gialluisi (Barletta) |       |         |                                                        |

| Arbitro: | Calì (Roma) |

|                                 |           |                     |
| Bianchi 8’ Magistrelli 10’, 50’ | Marcatori | 52’ (rig.) Altafini |

### Coppa Italia

#### Primo turno
| Arbitro: | Serafino (Roma) |

|  |           |           |
|  | Marcatori | 42’ Bozza |

| Arbitro: | Gialluisi (Barletta) |

|  |           |             |
|  | Marcatori | 85’ Improta |

| Arbitro: | Carminati (Milano) |

|             |           |                   |
| Mascetti 2’ | Marcatori | 57’, 63’ Altafini |

| 12 settembre 1971 4ª giornata |  | – Turno di riposo NAPOLI |  |  |

| Arbitro: | Pieroni (Roma) |

|                    |           |  |
| Improta 28’ (rig.) | Marcatori |  |

#### Secondo turno
| Arbitro: | Carminati (Milano) |

|                            |           |                           |
| Bulgarelli 68’ Gregori 77’ | Marcatori | 14’ M. Perego 88’ Juliano |

| Arbitro: | Reggiani (Bologna) |

|                                                        |           |             |
| Sormani 39’ Juliano 43’ Montefusco 47’, 85’ Macchi 73’ | Marcatori | 30’ Facchin |

| Arbitro: | Francescon (Padova) |

|                    |           |            |
| Clerici 28’ (rig.) | Marcatori | 90’ Macchi |

| Arbitro: | Serafino (Roma) |

|                          |           |           |
| M. Perego 16’ Macchi 46’ | Marcatori | 20’ Rizzo |

| Arbitro: | Branzoni (Pavia) |

|                                      |           |  |
| Gritti 38’ D'Amico 60’ Chinaglia 67’ | Marcatori |  |

| Arbitro: | Carminati (Milano) |

|               |           |             |
| M. Perego 10’ | Marcatori | 25’ Braglia |

#### Finale
| Arbitro: | Toselli (Cormons) |

|                                 |           |  |
| Panzanato 49’ (aut.) Rosato 78’ | Marcatori |  |

### Coppa UEFA
| Arbitro: | Kostovski |

|                    |           |  |
| Lupescu 75’ (aut.) | Marcatori |  |

| Arbitro: | Eschweiler |

|                     |           |  |
| Dumitru 26’ Ene 34’ | Marcatori |  |

## Statistiche
Statistiche aggiornate al 5 luglio 1972.

### Statistiche di squadra
| Competizione | Punti | In casa | In casa | In casa | In casa | In casa | In casa | In trasferta | In trasferta | In trasferta | In trasferta | In trasferta | In trasferta | In campo neutro | In campo neutro | In campo neutro | In campo neutro | In campo neutro | In campo neutro | Totale | Totale | Totale | Totale | Totale | Totale | DR |
| Competizione | Punti | G       | V       | N       | P       | Gf      | Gs      | G            | V            | N            | P            | Gf           | Gs           | G               | V               | N               | P               | Gf              | Gs              | G      | V      | N      | P      | Gf     | Gs     | DR |
| ------------ | ----- | ------- | ------- | ------- | ------- | ------- | ------- | ------------ | ------------ | ------------ | ------------ | ------------ | ------------ | --------------- | --------------- | --------------- | --------------- | --------------- | --------------- | ------ | ------ | ------ | ------ | ------ | ------ | -- |
| Serie A      | 28    | 15      | 4       | 11      | 0       | 14      | 5       | 15           | 2            | 5            | 8            | 13           | 26           | 0               | 0               | 0               | 0               | 0               | 0               | 30     | 6      | 16     | 8      | 27     | 31     | -4 |
| Coppa Italia | -     | 5       | 3       | 1       | 1       | 9       | 4       | 5            | 2            | 2            | 1            | 6            | 7            | 1               | 0               | 0               | 1               | 0               | 2               | 11     | 5      | 3      | 3      | 15     | 13     | +2 |
| Coppa UEFA   | -     | 1       | 1       | 0       | 0       | 1       | 0       | 1            | 0            | 0            | 1            | 0            | 2            | 0               | 0               | 0               | 0               | 0               | 0               | 2      | 1      | 0      | 1      | 1      | 2      | -1 |
| Totale       | -     | 21      | 8       | 12      | 1       | 24      | 9       | 21           | 4            | 7            | 10           | 19           | 35           | 1               | 0               | 0               | 1               | 0               | 2               | 43     | 12     | 19     | 12     | 43     | 46     | -3 |

### Statistiche dei giocatori
| Giocatore       | Serie A  | Serie A | Coppa Italia | Coppa Italia | Coppa UEFA | Coppa UEFA | Totale   | Totale |
| Giocatore       | Presenze | Reti    | Presenze     | Reti         | Presenze   | Reti       | Presenze | Reti   |
| --------------- | -------- | ------- | ------------ | ------------ | ---------- | ---------- | -------- | ------ |
| A. Abbondanza   | 3        | 0       | 3            | 0            | 1          | 0          | 7        | 0      |
| A. Albano       | -        | -       | 1            | 0            | -          | -          | 1        | 0      |
| J. Altafini     | 29       | 8       | 5            | 2            | 2          | 0          | 36       | 10     |
| S. D'Alessandro | 1        | 0       | -            | -            | -          | -          | 1        | 0      |
| P. De Gennaro   | 5        | 0       | 3            | 0            | -          | -          | 8        | 0      |
| F. Enzo         | -        | -       | 2            | 0            | 1          | 0          | 3        | 0      |
| A. Esposito     | 7        | 2       | 3            | 0            | -          | -          | 10       | 2      |
| S. Esposito     | -        | -       | 1            | 0            | -          | -          | 1        | 0      |
| G. Improta      | 29       | 6       | 9            | 2            | 2          | 0          | 40       | 8      |
| A. Juliano      | 21       | 0       | 9            | 2            | 2          | 0          | 32       | 2      |
| E. Macchi       | 11       | 1       | 10           | 3            | 2          | 0          | 23       | 4      |
| P. Manservisi   | 19       | 3       | 6            | 0            | -          | -          | 25       | 3      |
| V. Montefusco   | 22       | 1       | 7            | 2            | 1          | 0          | 30       | 3      |
| D. Panzanato    | 28       | 0       | 6            | 0            | 2          | 0          | 36       | 0      |
| M. Perego       | 24       | 1       | 10           | 3            | 2          | 0          | 36       | 4      |
| M. Pincelli     | -        | -       | 2            | 0            | -          | -          | 2        | 0      |
| L. Pogliana     | 24       | 2       | 11           | 0            | 2          | 0          | 37       | 2      |
| C. Ripari       | 25       | 1       | 4            | 0            | 2          | 0          | 31       | 1      |
| M. Saccoccio    | -        | -       | 1            | 0            | -          | -          | 1        | 0      |
| A. Sormani      | 28       | 2       | 9            | 1            | 2          | 0          | 39       | 3      |
| M. Trevisan     | 7        | -8      | -            | -            | -          | -          | 7        | -8     |
| G. Vianello     | 13       | 0       | 10           | 0            | -          | -          | 23       | 0      |
| D. Zoff         | 23       | -23     | 11           | -13          | 2          | -2         | 36       | -38    |
| M. Zurlini      | 30       | 0       | 11           | 0            | 2          | 0          | 43       | 0      |